# Salvation Nell (film 1921)
Salvation Nell è un film muto del 1921 diretto da Kenneth S. Webb. La sceneggiatura di basa sul lavoro teatrale Salvation Nell di Edward Sheldon, presentato a Broadway in prima il 17 novembre 1908 all'Hackett Theatre. Il dramma di Sheldon fu portato sullo schermo altre due volte: la prima nel 1915 con un  Salvation Nell diretto da George E. Middleton con Beatriz Michelena come protagonista e, in seguito, nel 1931, con la versione sonora diretta da James Cruze interpretata da Helen Chandler.

## Produzione
Il film fu prodotto dalla Whitman Bennett Productions.

## Distribuzione
Distribuito dalla Associated First National Pictures, il film uscì nelle sale cinematografiche statunitensi il 26 giugno 1921.